# Manami
Manami (jap. まなみ, マナミ) – żeńskie imię japońskie.

## Możliwa pisownia
Manami można zapisać, używając wielu różnych znaków kanji i może znaczyć m.in.:
- 愛美, „miłość, piękno”
- 愛海, „miłość, morze”
- 愛未, „miłość, jeszcze nie”
- 真名美, „prawda, nazwa, piękno”
- 真奈美
- 麻奈美

## Znane osoby
- Manami Fuku (愛美), członkini japońskiego zespołu Shanadoo
- Manami Hino (真奈美), japońska bobsleistka
- Manami Honjō (まなみ), japońska aktorka
- Manami Ikura (愛美), członkini japońskiego zespołu Creamy Parfait
- Manami Konishi (真奈美), japońska aktorka
- Manami Kurose (真奈美), japońska aktorka i piosenkarka
- Manami Matsumae (真奈美), japońska kompozytorka muzyki do gier wideo
- Manami Oku (真奈美), japońska piosenkarka
- Manami Wakayama (愛美), japońska piosenkarka

## Fikcyjne postacie
- Manami Amamiya (学美), główna bohaterka mangi i anime Gakuen Utopia Manabi Straight!
- Manami Homura (愛美), bohaterka anime Wieczność, której pragniesz
- Manami Kasuga (まなみ), bohaterka mangi i anime Kimagure Orange Road